# Богма, Владимир Яковлевич
Владимир Яковлевич Богма (4 августа 1937, Дроздовица) — печевой Запорожского титано-магниевого комбината имени 60-летия Великой Октябрьской социалистической революции Министерства цветной металлургии СССР.

## Биография
Родился 4 августа 1937 года в селе Дроздовица Городнянского района Черниговской области Украинской ССР в крестьянской семье. Украинец.
До 1959 года проходил срочную службу в рядах Советской Армии.
С 1959 года работал на Днепровском титано-магниевом заводе (позже — Запорожском титано-магниевом комбинате; город Запорожье Украинской ССР): учеником хлораторщика (в 1959—1960 годах), хлораторщиком (с 1960 года), печевым, бригадиром печевых цеха № 2. Окончил школу рабочей молодежи.
Постоянно стремился к улучшениям производственных и технологических процессов, неоднократно завоёвывал призовые места в трудовых соревнованиях, активно участвовал в рационализаторском движении, занимался наставничеством.
Указом Президиума Верховного Совета СССР от 19 февраля 1986 года за досрочное выполнение заданий одиннадцатой пятилетки, большой личный вклад в развитие титаново-магниевой и полупроводниковой промышленности и проявленный трудовой героизм Богме Владимиру Яковлевичу присвоено звание Героя Социалистического Труда с вручением ордена Ленина и золотой медали «Серп и Молот».
Продолжал работать на Запорожском титано-магниевом комбинате до выхода на пенсию. Посвятил предприятию 49 лет своей жизни.
Живёт в городе Запорожье (Украина).

## Награды
Награждён 2 орденами Ленина (02.03.1981; 19.02.1986), орденом Трудового Красного Знамени (15.02.1974), медалями.
Заслуженный металлург Украинской ССР (1978). Заслуженный работник Запорожского титано-магниевого комбината.